# Monocesta opacipennis
Monocesta opacipennis is een keversoort uit de familie bladkevers (Chrysomelidae). De wetenschappelijke naam van de soort werd in 1856 gepubliceerd door Jacquelin-duVal.